# Lettre d'Amarna EA 234
La lettre d'Amarna EA 234 fait partie d'une archive de tablettes d'argile contenant la correspondance diplomatique entre l'Égypte et d'autres souverains du Proche-Orient pendant le règne du pharaon Akhenaton, de son prédécesseur Amenhotep III et de ses successeurs. Ces tablettes ont été découvertes à Amarna et sont donc connues sous le nom de lettres d'Amarna. Toutes les tablettes sont inscrites en écriture cunéiforme,.
La lettre EA 234, intitulée « Comme Magdalu en Égypte », a été écrite par Satatna au pharaon égyptien.

## Traduction
« Au roi, mon seigneur, le Soleil du ciel : Message de Satatna, le souverain d'Akka, ton serviteur, le serviteur du roi, et la terre à ses pieds, le sol qu'il foule. [Je me prosterne aux pieds du roi, mon seigneur, le Soleil du ciel, 7 fois et 7 fois, sur le ventre et sur le dos.
Que le roi, mon seigneur, tienne compte de la parole de son serviteur. [Zir]damyašda des[er]ted [B]iryawaza. Il était avec Šuta un ... [...] du roi, dans la ville de gar[rison]. Il ne lui dit rien. Les troupes du roi sont sorties, monseigneur. Il était avec eux à Magidd[a]. On ne lui a rien dit. Puis il m'a déserté, et Šuta vient de m'écrire : "Remets Zirdamyašda à Biryawaza". Mais je n'ai pas accepté de le remettre. Akka est comme Magdalu en Égypte - (nommé Mizri), et le roi [mon seigneur] n'a-t-il pas entendu que Šuta s'est retourné contre moi ? Que le roi, mon seigneur, [envoie] son [com]missionnaire pour le fet[ch]. »

— EA 234, lignes 1-35 (parties de phrase perdue)